# Mochi Craft Dolphin 74'
Il Mochi Craft Dolphin 74' è uno yacht prodotto dal cantiere navale italiano Mochi Craft.

## Il contesto
Con una lunghezza fuori tutta di 22,56 metri e lo scafo color turchese il Dolphin 74', lanciata al Salone nautico di Genova 2004 è l'ammiraglia della flotta.
Caratterizzata da finestrature realizzate con speciali cristalli a doppia curvatura e prive di montanti, il Dolphin 74' monta una coppia di motori Common Rail MAN da 1550 Mhp e raggiungere 28 nodi di velocità di crociera e 31,5 nodi di velocità massima.
Questa imbarcazione è progettata con carena Deep Vee a geometria variabile e deadrise medio di 19° con pattini di sostentamento idrodinamico.
Il Dolphin 74' è stato certificato da RINA con certificazione RINA B + F + Aa.
Il Dolphin 74' ha inoltre ottenuto il premio Motor Boat of the Year 2007, assegnato dalla casa editrice IPC Media, per la categoria "Custom Yacht".